# Baja Bug
Con Baja Bug si intendono quei Maggiolini modificati per poter esser utilizzati in fuoristrada. Sono stati modificati con questo stile anche altre versioni di Maggiolini raffreddati ad aria.

## Storia
Lo stile  Baja Bug nasce nella California meridionale verso la fine degli anni '60. All'inizio era pensata come alternativa economica al successo delle Dune buggy, e in particolare della Meyers Manx, nate negli anni '60. La costruzione della prima  Baja Bug viene accreditata a Gary Emory della  Parts Obsolete e sembra che questa vettura sia stata realizzata nel 1968. Il primo utilizzo di una  Baja Bug nelle competizioni sembra sia dovuto a Dave Deal, un disegnatore di fumetti californiano che corse con un  Baja la  Mexican 1000 del 1968. Il primo kit in vetroresina per realizzare una  Baja Bug venne prodotto e commercializzato dalla  Miller-Havens nel 1969.
Prima della commercializzazione dei kit e dei pannelli in fibra di vetro per realizzare una di queste vetture gli appassionati modificavano un Maggiolino di serie, sia per la parte meccanica che per la carrozzeria, realizzando una vettura che potesse essere utilizzata nei percorsi fuoristrada. Le modifiche riguardavano la modifica di parafanghi e dei paraurti che venivano tagliati in modo da poter aumentare l'altezza delle sospensioni e quindi della vettura da terra. Le vetture modificate in questo modo erano conosciute come Cut Baja. Per aumentare la potenza del motore veniva modificato il sistema di alimentazione utilizzando quello della Volkswagen Tipo 3 sul motore del Maggiolino e montando nuove testate.

## Modifiche principali
Il Maggiolino veniva scelto come vettura da trasformare sia per la sua economicità che per la facilità con la quale era possibile modificarlo. Le modifiche che venivano effettuate erano le seguenti. Sia la parte anteriore che quella posteriore della carrozzeria venivano trasformate. Sulla parte anteriore veniva montata una carrozzeria in fibra di vetro mentre la parte posteriore veniva completamente modificata eliminando sia il cofano motore che i due parafanghi. Il motore restava quindi completamente esposto in modo da facilitarne il raffreddamento. A protezione degli occupanti e delle parti meccaniche venivano realizzate delle strutture tubolari montate sia sulla parte anteriore sia su quella posteriore dell'auto. Spesso venivano montati dei parafanghi in fibra di vetro di dimensioni e peso minori rispetto a quelli originali di metallo. Sui fianchi della vettura venivano montate altre strutture tubolari di protezione al posto dei predellini tipici del Maggiolino. Le sospensioni a barre di torsione del Maggiolino erano già in grado di resistere all'uso in fuoristrada anche se di solito veniva aumentata l'altezza della parte posteriore dell'auto. In molti casi i fermi delle sospensioni venivano eliminati in modo da poterne aumentare la corsa. Venivano quindi montati degli ammortizzatori più lunghi che garantivano un potere di assorbimento maggiore sui dossi e migliorando il comfort del pilota. In alcuni casi venivano sostituite interamente le sospensioni con altre a molla. In questo caso veniva realizzata una struttura in tubi per il loro ancoraggio alla carrozzeria. In questo modo era possibile aumentare al massimo l'altezza delle sospensioni.
Infine venivano montati pneumatici da fuoristrada a spalla alta su cerchioni più grandi. Questi pneumatici fornivano una piccola capacità di assorbimento delle asperità sulle strade con fondo roccioso contribuendo a migliorare il comfort di guida.

## Le Baja Bug oggi
Oggi le Baja Bug nelle competizioni sono state quasi completamente sostituite da autovetture, chiamate  Sand Rails, realizzate a partire da un telaio tubolare e realizzate appositamente per le competizioni in fuoristrada. Il concetto che portò alla realizzazione delle  Baja resta ancora popolare in alcune zone desertiche dove si trovano ancora molti esempi di automobili Volkswagen modificati. Su questi veicoli sono spesso montati motori della Ford Pinto, della Chevrolet Corvair, di vetture Porsche, Mazda o Subaru o con motori a quattro o otto cilindri e con raffreddamento ad acqua. Le  Baja Bug che vengono ancora realizzate sono quasi sempre utilizzate su strada e restano ancora molto apprezzate. Nel 2000 la stessa Volkswagen ha tentato un revival della  Baja Bug presentando la sua concept-car Dune.

## Galleria d'immagini

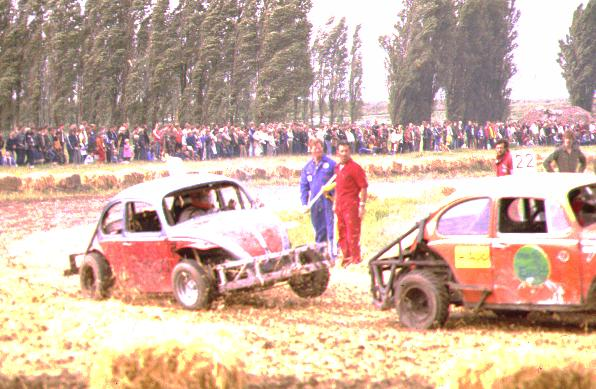
Autocross con le Baja
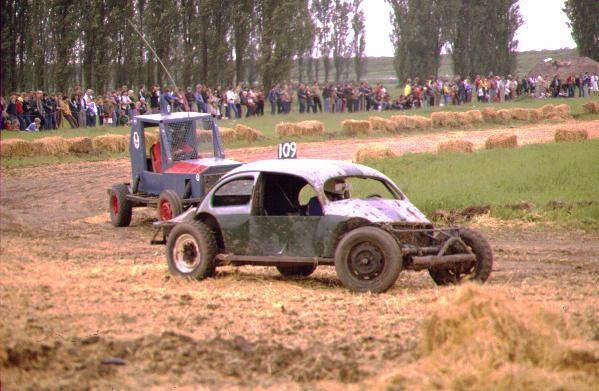
Autocross con le Baja
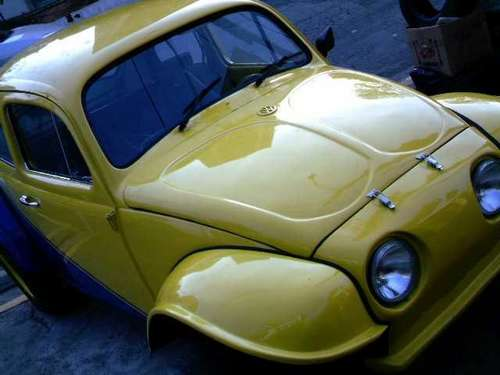
Baja California
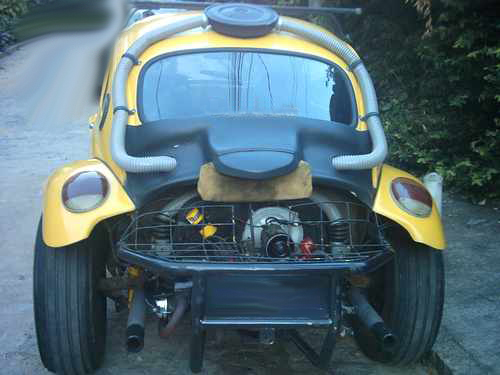
Baja California
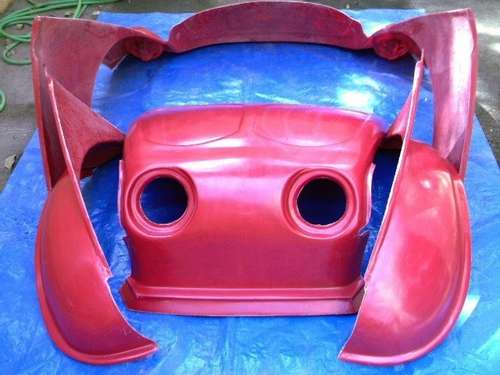
Kit per Baja in stile "bug eye" (occhi di insetto)
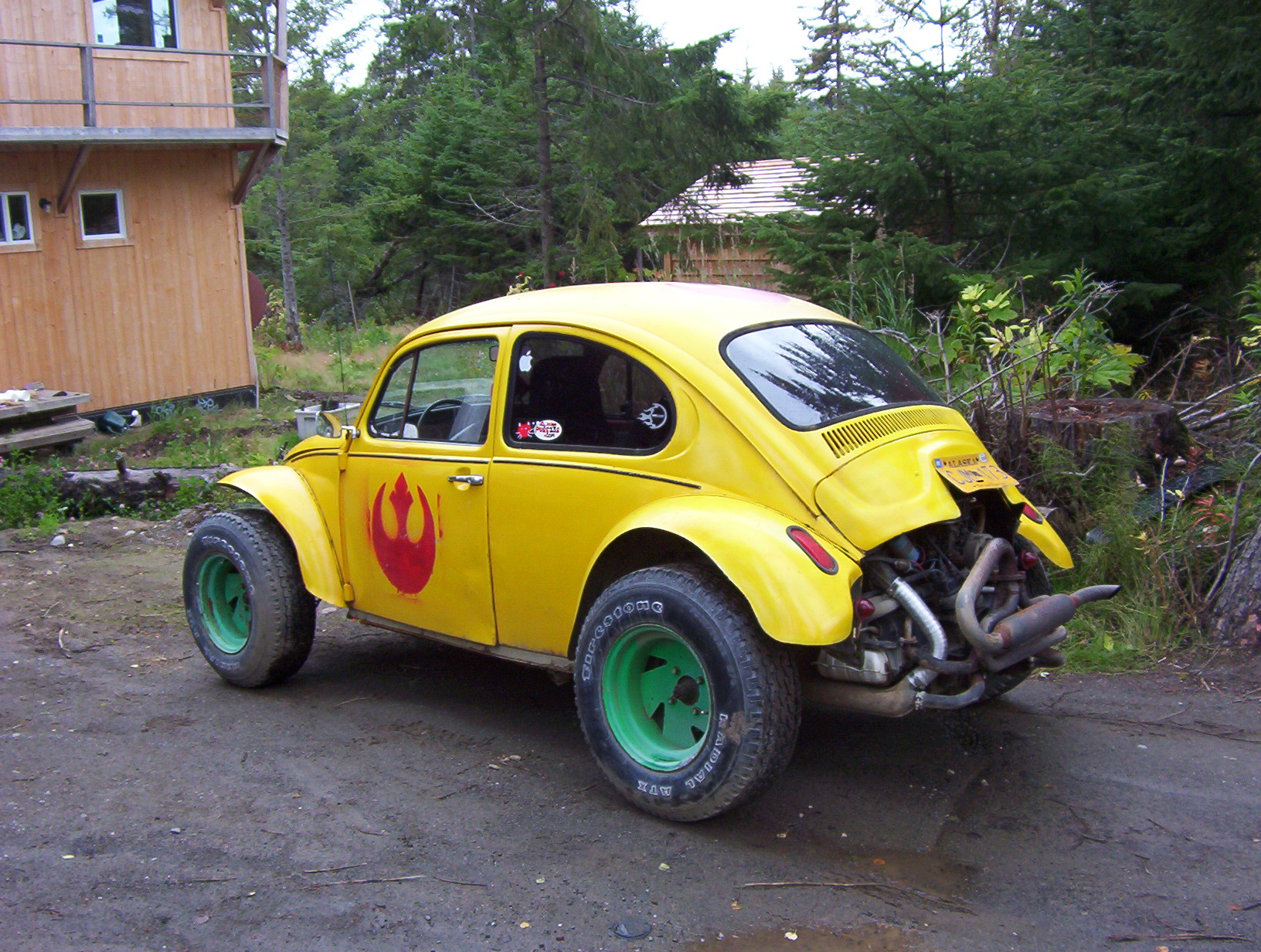
Baja Bug
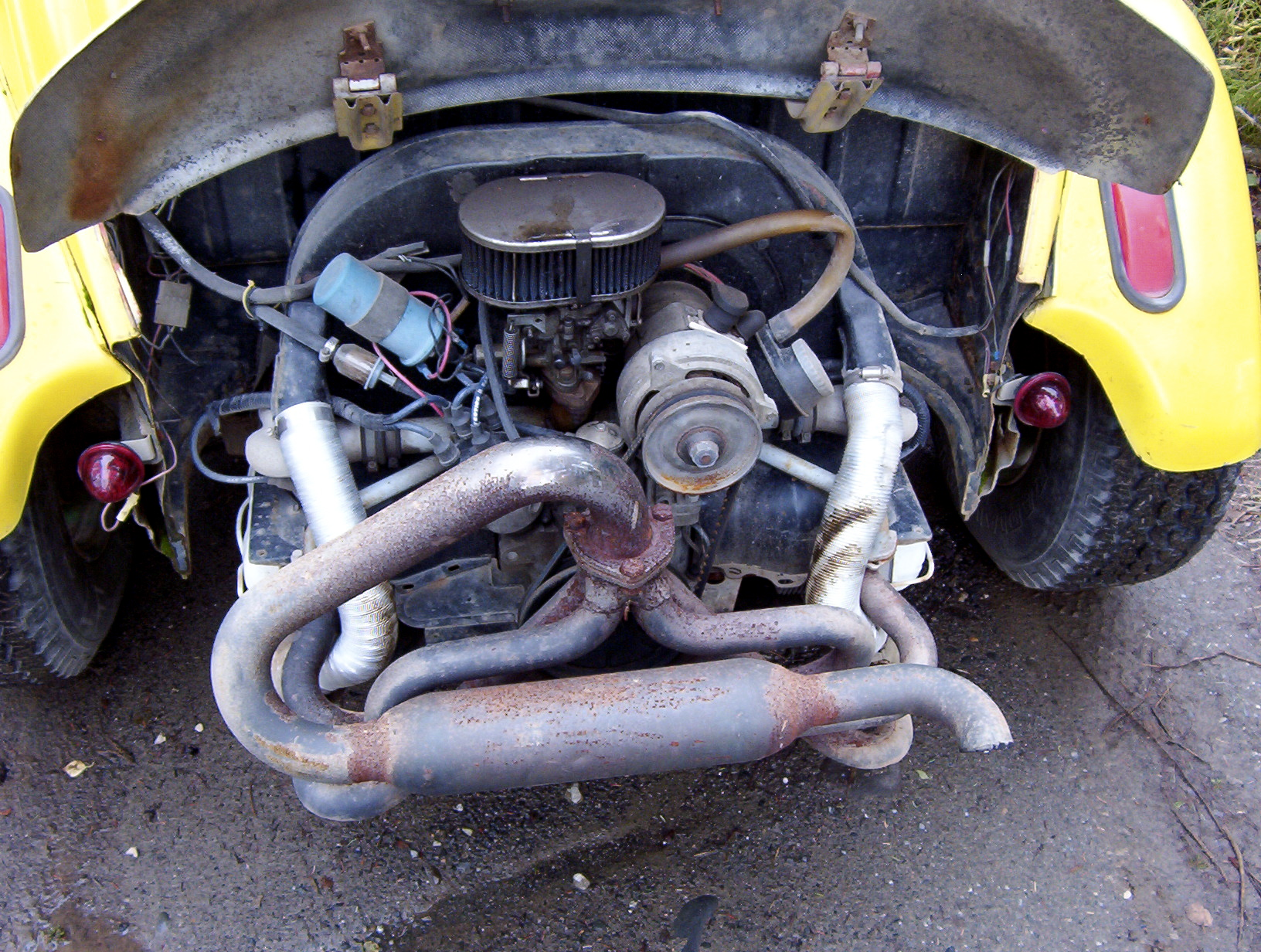
Motore